# Gallotia simonyi
Gallotia simonyi är en ödleart som beskrevs av  Franz Steindachner 1889. Gallotia simonyi ingår i släktet Gallotia och familjen lacertider. IUCN kategoriserar arten globalt som akut hotad.

## Underarter
Arten delas in i följande underarter:
- G. s. machadoi
- G. s. simonyi
- G. s. bravoana